# Coronavirus humano NL63

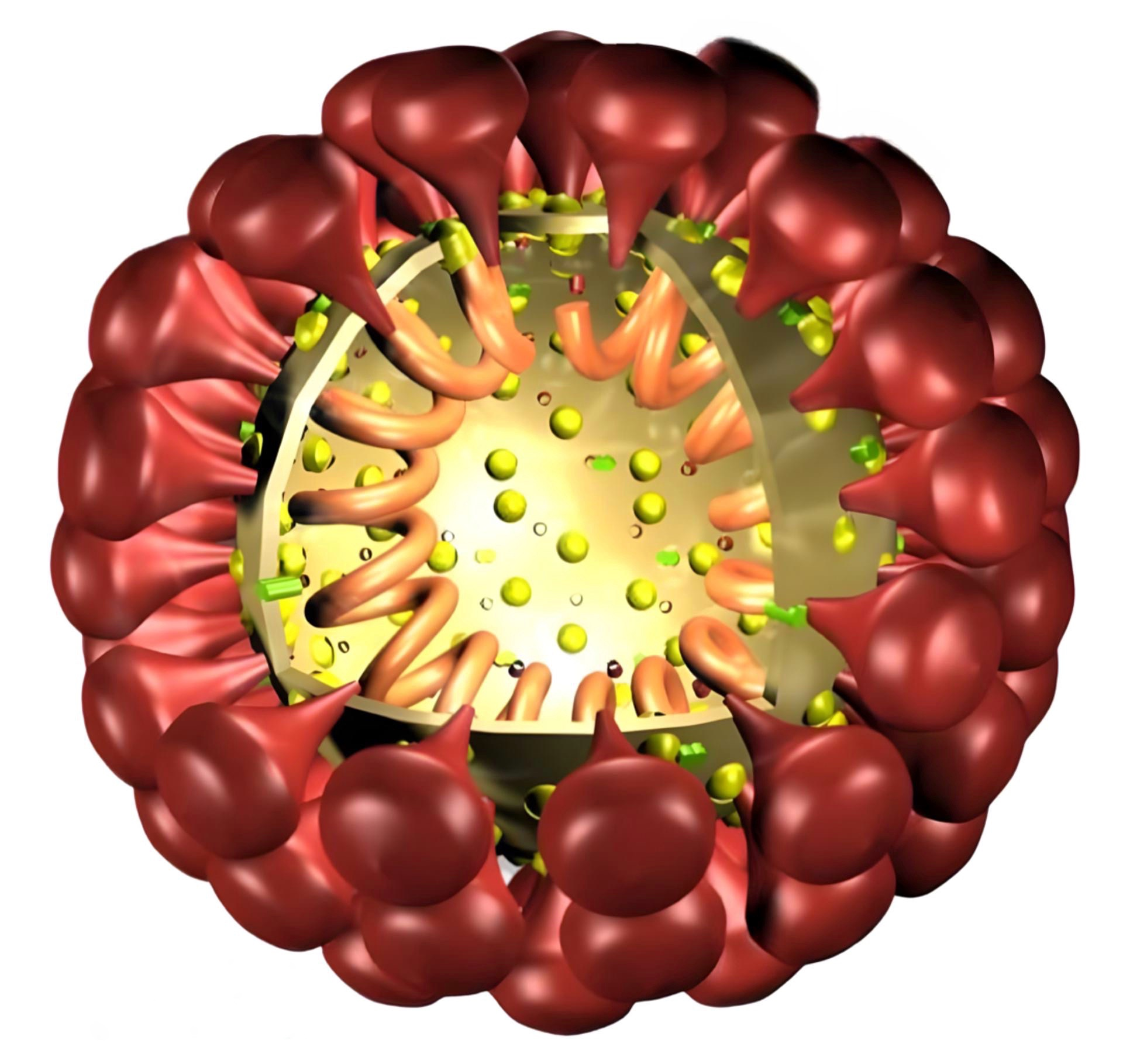
Ultraestructura de un coronavirus tipo

El coronavirus humano NL63 (HCoV-NL63) es un virus ARN descubierto en enero de 2003 en un niño con bronquiolitis en los Países Bajos.
Posteriores análisis de la patogenicidad de HCoV-NL63 parece garantizar, debido a recientes evidencias, que este virus usa el mismo receptor celular que el coronavirus SARS-CoV, la enzima convertidora de angiotensina 2 (ECA2) .

## Historia y descubrimiento

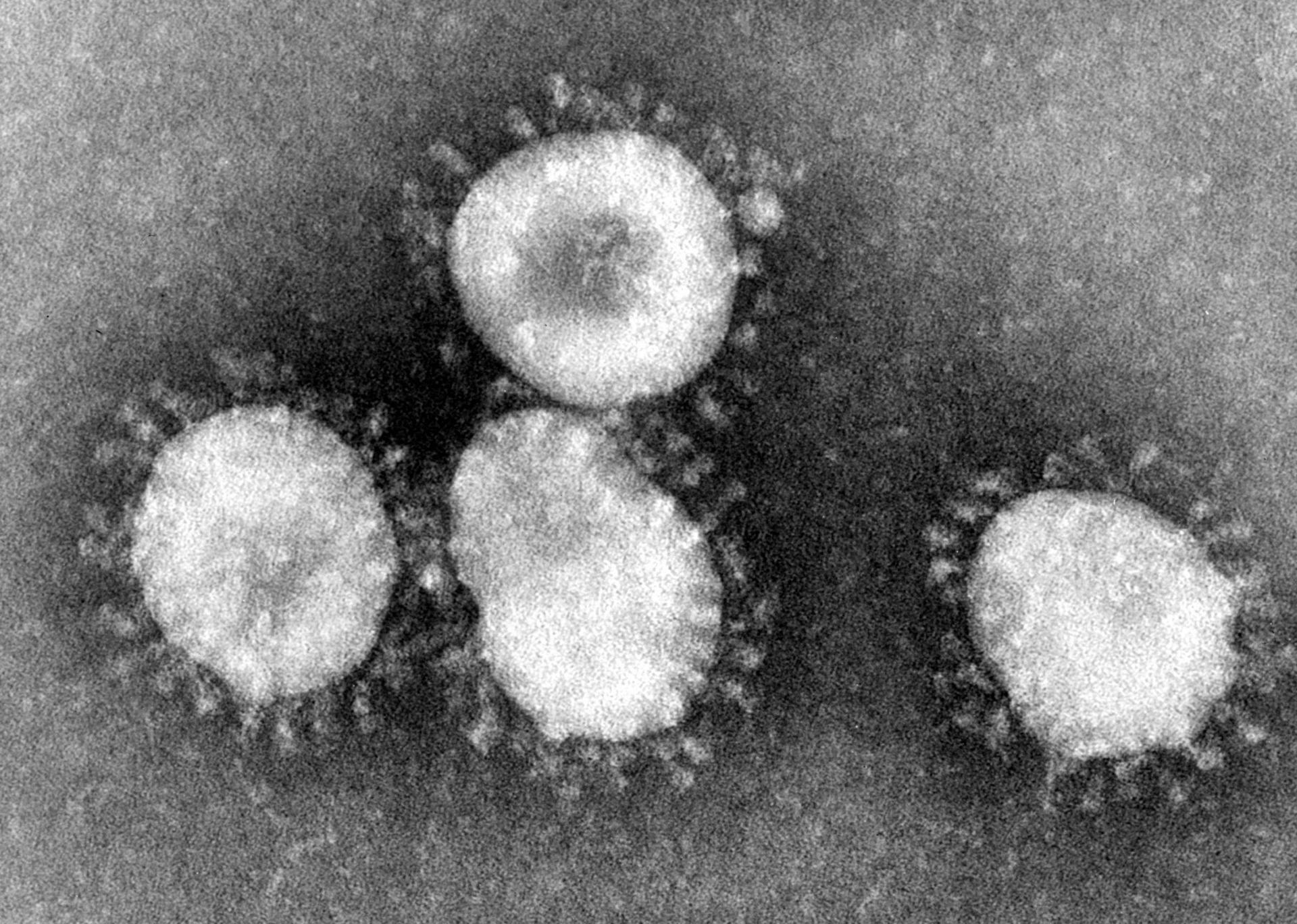
Sars-corona (SARS-HCoV)

En los años 60 fueron descubiertos dos coronavirus en humanos: HCoV-229E y HCoV-OC43, asociados a síndromes respiratorios leves, similares a una gripe.
A partir de 2003 una infección respiratoria aguda conocida como Síndrome respiratorio agudo grave (SARS por su sigla en inglés) que fue diagnósticada en cerca de 8422 enfermos de casi 30 países de todo el mundo, dejando un balance de 916 fallecidos, lo que lo hace con un promedio de letalidad de un 11 %, se relacionó con una nueva cepa del virus al que se denominó SARS-CoV.
En 2004 es identificado el virus HCoV-NL63 y es el que se asocia con mayor frecuencia a los trastornos respiratorios de los humanos infectados con este coronavirus.
En 2005 se descubre otra variedad, el HCoV-HKU1.
En 2012 la infección por un nuevo coronavirus llamado HCoV-EMC se relacionó con unas personas enfermas y fallecidas en Arabia Saudita, Catar y Jordania. Este virus habría afectado a algunas personas que viajaron a esos países. Se supone que actúan como reservorios, no solamente el murciélago, sino también el camello.[cita requerida]